# Михайловское (городской округ Домодедово)
Миха́йловское — село, расположенное на южной границе городского округа Домодедово Московской области. Входит в состав Вельяминовского административного округа.

## История
Впервые Михайловское упоминается в духовной грамоте Ивана Калиты за 1328 год, когда оно было завещано князю Андрею Серпуховскому.
В 1627−1628 годах село вместе с деревянной церковью Архистратига Михаила упоминается в писцовой книге Патриаршего приказа. 14 июня 1769 года в селе произошёл пожар, деревянная церковь сгорела, но утварь и иконы уцелели.

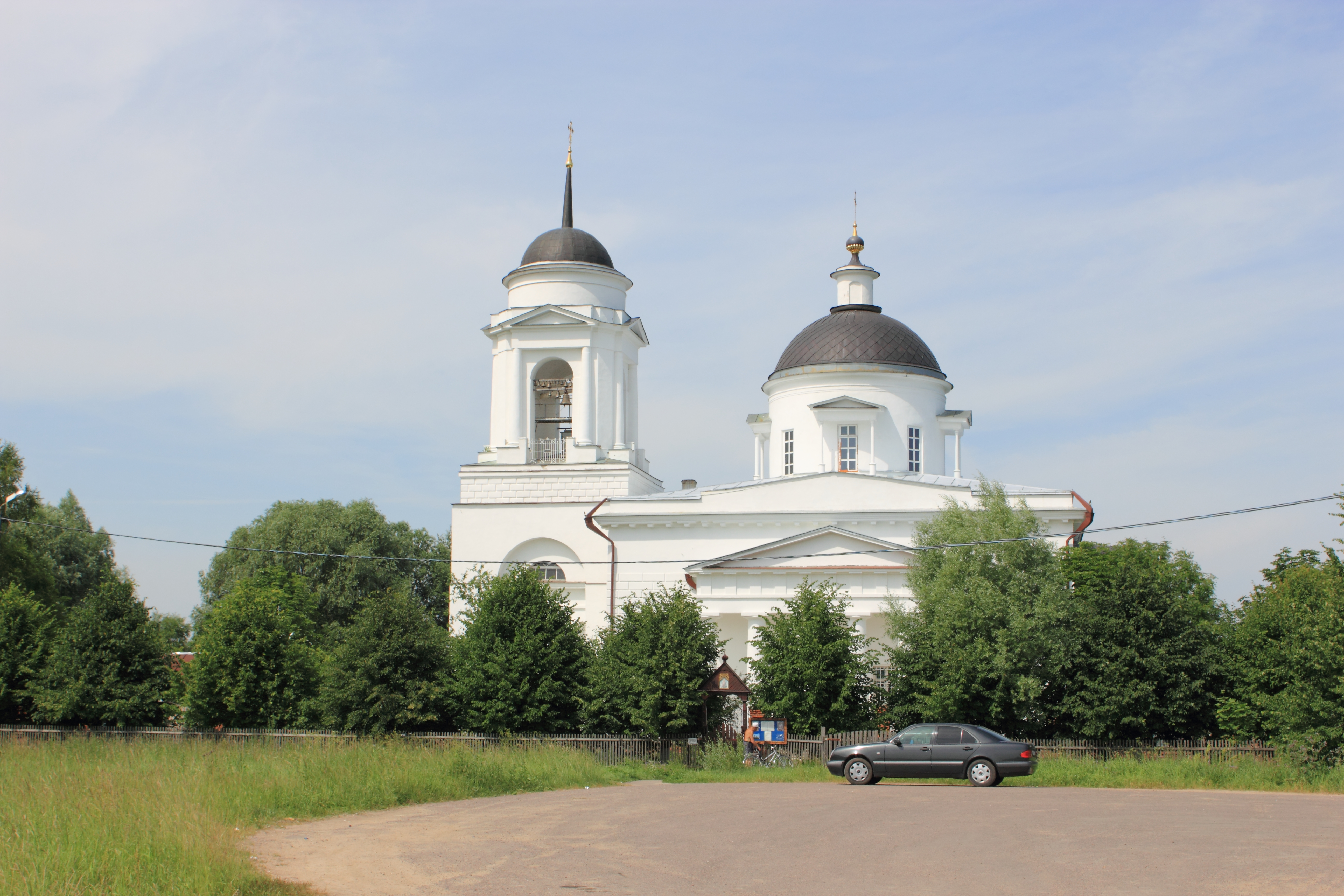
Храм Архангела Михаила в Михайловском

В годы губернской реформы Екатерины II Дворцовая Хатунская волость, в которой располагалось село Михайловское, отошла к Серпуховскому уезду. В 1775 году волость была пожалована графу Алексею Григорьевичу Орлову. После смерти графа с 1808 года село Михайловское принадлежало его дочери Анне Орловой. В 1816 году по прошению владелицы было получено разрешение на строительство каменного храма. Строительство потребовало больших средств, поэтому в 1819 году и 1823 году графине пришлось занять в московском опекунском совете 666 тыс. рублей под залог села. Храм был освящён в 1824 году. В описании села тех лет говорилось, что «крестьяне в хорошем состоянии, ровно и строения. Занимаются преимущественно хлебопашеством и в Москве на фабриках, а также шерстяным торгом. Недоимок мало». В 1829 году Анна Орлова объявила о продаже своего имения. В то время в 61 дворе села проживало 625 жителей. Село было выкуплено Департаментом уделов, крестьяне были освобождены от крепостной зависимости и стали вольными хлебопашцами. Вскоре крестьянином Григорием Пахомовым в селе была основана бумагопрядильная фабрика. По данным за 1844—1845 гг. в Михайловском насчитывалось уже три крестьянских фабрики.
В 1869 году в селе была открыта земская школа.
В 1921 году Михайловское из Хатунской волости передано в Михневскую. При образовании Московской области в 1929 году село вошло в состав Михневского района, в 1969 году передано в административное подчинение новообразованному Домодедовскому району (с 2005 года городской округ Домодедово).
В начале XX века Михайловское было зачислено в разряд «неперспективных сёл». Асфальтовая дорога к населённому пункту была проложена только лишь в 1993 году.

## Транспорт
- ГУП МО Мострансавто, Домодедовское ПАТП — маршрут № 46 «ст. Барыбино — Михайловское»